# Annwenn
Annwenn est un prénom féminin d'origine bretonne et celtique composé du prénom « Anne » et du suffixe « Gwenn » qui pourrait être littéralement traduit par « Anne-blanche ».